# Le Maître Chocolatier
Le Maître Chocolatier est une série de bande dessinée traitant de la fabrication du chocolat en Belgique, scénarisée par Éric Corbeyran et Bénédicte Gourdon, dessinée par Chetville et mise en couleurs par MIKL, éditée chez l'éditeur bruxellois Le Lombard.

## Synopsis
Le Maître Chocolatier est l'histoire d'Alexis Carret, un jeune artisan chocolatier travaillant chez un riche marchand de chocolat à Bruxelles. Celui-ci n'a pas de considération pour ses employés et s’approprie tout leur mérite. Après avoir appris que son employeur s’était débarrassé de façon douteuse de Manon, une stagiaire sourde qu'il avait initiée à l’art subtil des assemblages, Alexis décide de démissionner. Avec le soutien de Clémence, une amie d'enfance, et de Benjamin, une connaissance de Clémence, ils démarrent leur propre boutique,.
Dans le 2e tome, leur boutique se voit confrontée à des obstacles mis par la concurrence,.
Dans le 3e tome, ils partent en voyage pour rencontrer un producteur de cacao afin de se différencier de la concurrence.
Tout au long de la série, des scènes décrivent la fabrication du chocolat, faisant de celle-ci une BD éducative,. On trouve par exemple, en annexe au tome 2, la recette des Ganaches « Vibrato » de la maison Darricau.

## Albums
La série comporte trois tomes,,,, :
- La Boutique, 2019  (ISBN 978-2-8036-7183-0)
- La Concurrence, 2020  (ISBN 978-2-8036-7590-6)
- La Plantation, 2021  (ISBN 978-2-8082-0126-1)